# Saint-Gilles-Croix-de-Vie
Saint-Gilles-Croix-de-Vie è un comune francese di 7 389 abitanti situato nel dipartimento della Vandea nella regione dei Paesi della Loira.
Il comune è nato nel 1967 a seguito dell'unione di due comuni situati sulle rive opposte del fiume Vie: Saint-Gilles-sur-Vie et Croix-de-Vie.

## Società

### Evoluzione demografica
Abitanti censiti